# ケンプテン (アルゴイ)
ケンプテン (アルゴイ)（Kempten (Allgäu)）はドイツバイエルン州シュヴァーベン行政管区にある郡独立市で、アルゴイ地方の中心地である。人口62,240人（2011年）。ドイツで特に古い歴史を持つ街の一つである。

## 歴史
古くはギリシャの地理学者ストラボンが紀元前50年にケルト人の街カンボドゥノン（Kambodunon）として言及している。この時代の遺跡は見つかっていないが、後のローマ帝国時代の遺跡は考古学公園に残る。
紀元前15年にティベリウスらに率いられたローマ軍に征服され破壊された。街はローマ植民都市カンボドゥヌム（Cambodunum）として再建され、ラエティア属州の中心として栄えたが、後にアウクスブルクに取って代わられた。
3世紀に街はアレマン族に破壊され、さらに5世紀にはローマ軍が撤退しアレマン族の街となった。683年にはフランク王国に破壊された。
700年頃、ケンプテン修道院が造られ、フランク王国の庇護を受けた。
13世紀に修道院長は神聖ローマ帝国の領主（修道院長侯）として認められたが、しばらく後に街は帝国自由都市として認められ、同じ街が2つの統治権に分割されることとなった。修道院の教会堂は現在も聖ローレンツ教会として残る。
ナポレオン戦争中に両者はバイエルン王国の支配下に置かれ、1819年正式に統合された。

## 出身者
- クラウディウス・ドルニエ - 飛行機技術者
- エルンスト・マイヤー - 生物学者
- ペーター・テルティング - レーシングドライバー
- フランツ・エングストラー - レーシングドライバー
- イルハン・マンスズ - トルコのサッカー選手

## 引用
1. ↑  https://www.statistikdaten.bayern.de/genesis/online?operation=result&code=12411-003r&leerzeilen=false&language=de Genesis-Online-Datenbank des Bayerischen Landesamtes für Statistik Tabelle 12411-003r Fortschreibung des Bevölkerungsstandes: Gemeinden, Stichtag (Einwohnerzahlen auf Grundlage des Zensus 2011)